# Forcipomyia immaculata
Forcipomyia immaculata är en tvåvingeart som beskrevs av Vimmer 1928. Forcipomyia immaculata ingår i släktet Forcipomyia och familjen svidknott.
Artens utbredningsområde är Israel. Inga underarter finns listade i Catalogue of Life.